# Ung man med trumpet
Ung man med trumpet (originaltitel: Young Man with a Horn) är en amerikansk film från 1950 i regi av Michael Curtiz. Det är en filmatisering av romanen Young Man with a Horn, som löst bygger på trumpetaren Bix Beiderbeckes liv.

## Handling
Rick Martin (Kirk Douglas) inspireras att börja spela trumpet efter att ha blivit bekant med den äldre musikern Art Hazzard. Han börjar spela tillsammans med sångerskan Jo Jordan (Doris Day). Snart får han träffa Jos instabila vän Amy North (Lauren Bacall) som han inleder ett förhållande med. De gifter sig, men äktenskapet blir allt annat än lyckligt.

## Rollista
- Kirk Douglas - Rick Martin
- Lauren Bacall - Amy North
- Doris Day - Jo Jordan
- Hoagy Carmichael - Smoke Willoughby
- Juano Hernández - Art Hazzard
- Jerome Cowan - Phil Morrison
- Mary Beth Hughes - Marge Martin
- Nestor Paiva - Louis
- Walter Reed - Jack Chandler